# 約翰·W·希爾
約翰·威利·希爾（英語：John Wiley Hill，1890年11月26日—1977年3月17日）是一名美國公共關係主管。他於1933年與唐·諾頓聯合創立了偉達公共關係顧問公司。

## 生平
希爾做了18年的記者，並成為一名編輯和金融專欄作家。1927年，希爾轉向公共關係，在俄亥俄州克利夫蘭開設了一家公司。1933年，他引進了唐·諾頓，開始了他們的公司。它最終成為世界上最大的公共關係公司。
希爾是一個名為「白大褂計劃」的幕後策劃者，該計劃的目的是在公眾心中播下對吸煙威脅的懷疑。該活動付錢給科學家，讓他們公開反駁其他科學家關於吸煙導致肺癌的說法。這些科學家後來在法庭上被那些因吸煙而死亡或患肺部相關疾病的吸煙者起訴時，也作了虛假的證詞。
1977年3月17日，希爾在曼哈頓因腦瘤逝世。

## 外部連結
- John W. Hill (r) and Don S. Knowlton, of the public relations firm of Hill & Knowlton, giving testimony before the Senate Civil Liberties Committee on steel company public relations campaign （页面存档备份，存于） via United States Library of Congress
- John Wiley Hill (1890 - 1977) via Public Relations Society of America